# Michael Umlauf

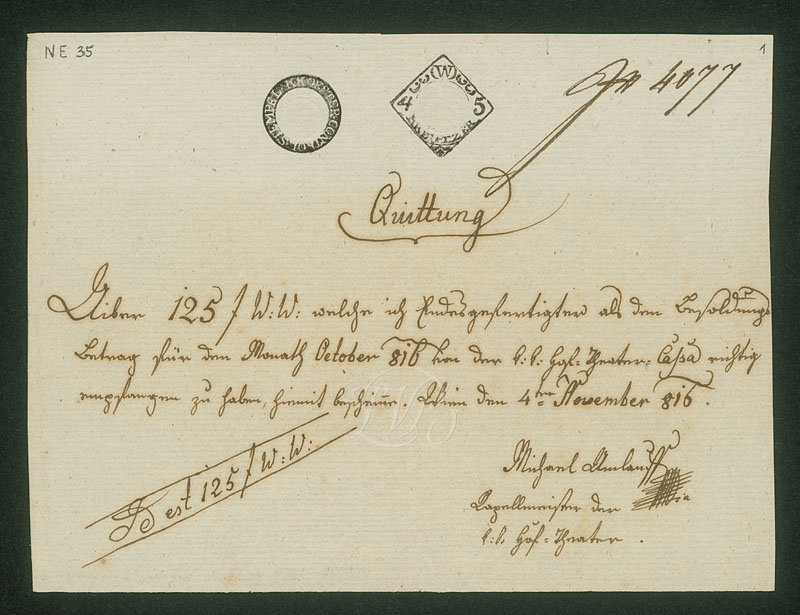
Quittung des Kapellmeisters Umlauf über den Erhalt seiner Besoldung für Oktober 1816

Michael Umlauf (auch Umlauff; * 9. August 1781 in Wien; † 20. Juni 1842 in Baden bei Wien) war ein österreichischer Komponist und ab 1815 ein Kapellmeister am Kärntnertortheater in Wien.

## Leben
Der Sohn des Komponisten Ignaz Umlauf wurde Dirigent der beiden Wiener Hoftheater und dirigierte gemeinsam mit dem tauben Beethoven am 7. Mai 1824 Beethovens 9. Sinfonie in der Uraufführung.
Michael Umlauf komponierte mehrere Bühnenwerke. Von seinen Balletten wurde 1804 das „Anakreontische Divertissement“ Amors Rache im Kärntnertortheater uraufgeführt, 1806 der Einakter Die Spiele des Paris auf dem Berge Ida sowie Paul und Rosette oder Die Winzer, sein zu Lebzeiten erfolgreichstes Stück. Die Uraufführung des Schiller-Feier-Nachspiels folgte 1808 am Wiener Burgtheater, wo 1812 auch Der deutsche Grenadier oder Die Medaille und 1819 Die Belagerung von Solothurn zum ersten Mal aufgeführt wurden. Wann und wo Das Wirtshaus von Granada (entstanden 1812) erstmals aufgeführt wurde, ist unbekannt.